# Химический танк
Химический танк (сокр. химтанк) — историческая разновидность специальных танков, оснащавшаяся средствами химического заражения местности, постановки дымовых завес и огнеметания. 
Ввиду практического не использования химических танков по своему основному назначению (как и химического оружия в целом) в ходе военных конфликтов имевших место в межвоенный период, а также ввиду ограничений, налагаемых международными соглашениями о законах и обычаях войны исключалось применение целого ряда разновидностей химического оружия, а средствами постановки дымовых завес (дымовыми гранатомётами) стали оснащать и другие типы танков, практика проектирования и изготовления химических танков свелась к установке дозволенного международным военным правом конвенционального зажигательного оружия (танковых огнемётов), в результате чего более объемлющий термин «химический танк» стал приблизительным эквивалентом более узкоспециализированного огнемётного танка. Сведений о применении химтанков для распыления газообразного или другого химического оружия (то есть, применения в соответствии с основным предназначением) в боевой обстановке не имеется.

## Теория боевого применения
В теории химический танк предполагалось задействовать вместе с машиной для дегазации местности на вездеходном шасси. Химический танк с надёжно загерметизированным боевым отделением и отделением управления обрабатывал при помощи распылителя заданный участок местности высокотоксичным газообразным химическим реагентом, после чего, по истечении времени необходимого для поражения живой силы противника в дело вступала машина дегазации. Расчётная производительность проектируемой машины дегазации составляла 2,7 тыс. м² зараженной территории на одну заправку. Ввиду относительно малой производительности, приоритетными объектами дегазации являлись линии сухопутной коммуникации (для дальнейшего продвижения наступающих войск) — мосты и дороги. Применяемый химреагент должен был быть быстро улетучивающимся и обладать предельно кратким периодом распада и выветривания для безопасности собственных сил, действующих на территориях подвергшихся химической обработке.

## Организация
В СССР серийным химическим танком являлся ХТ-26, выпускавшийся советской промышленностью в период с 1932 по 1936 годы и ограниченно применявшийся (в качестве огнемётного) на начальном этапе Великой Отечественной войны. Указанными химическими танками комплектовались роты боевого обеспечения в составе механизированных, а затем танковых бригад, — организационно-штатная структура такой роты включала в себя два взвода по пять химтанков и командирский танк, всего 11 машин. Кроме того, с 1935 года химические танки стали поступать на вооружение специально созданных для этих целей отдельных химических танковых батальонов.

## Целесообразность
Вопросы разработки и производства собственно химических танков и машин дегазации в СССР по поручению советского правительства курировались начальником Военно-химического управления РККА (совместно с АБТУ) — сначала, в 1925—1937 гг. коринженером Я. М. Фишманом (арестованным 5 июня 1937 г.), которого можно считать главным пропонентом внедрения химтанков в парк РККА, затем в 1937—1942 гг. комбригом П. Г. Мельниковым, который особо подчёркивал, что основное назначение этого танка — «заражение матчасти [противника] и дымопуск, а не огнеметание». Нарком обороны СССР Маршал Советского Союза К. Е. Ворошилов на основании советского и иностранного опыта применения химтанков, выступал против чрезмерного усиления войск химическими танками, считая это бесцельной тратой ресурсов:

Я считаю, что химтанков иметь в таком количестве — это роскошь. Бездействия такого количества танков допустить не можем. <…> Огнемёт — не химтанк. Огнемётным может быть любой танк; нам незачем иметь специальный химический танк. <…> Немцы и японцы такой роскоши не позволяют — держать тысячи химтанков. Не нужно нам столько химтанков, которые стоят пугалами. <…> Мы с 1929 года участвовали в семи войнах, но химия ни в одной из этих войн не применялась.
— Протокольная запись №4 заседания комиссии Главного военного совета РККА, 7 мая 1940 г., 12:00, часть 2
Его заместитель по политической части, армейский комиссар 1-го ранга Л. З. Мехлис вообще считал химтанки не нужными, а в части применения химоружия так же как и Ворошилов придерживался идеи оснащения войск требуемым количеством буксируемых резервуаров прицепного типа с боевыми отравляющими веществами вместо специальных танков. Другой заместитель Наркома обороны СССР по вооружению Маршал Советского Союза Г. И. Кулик выступал за отказ от практики производства химтанков в пользу боевых химических машин (БХМ):

Люди, изобретая химтанки, не знали, для чего они изобретали. Если взять химический танк как заражение, то кубатура мала — это затея Фишмана. Нам нужно хорошую БХМ. Огнемёт — это не химическое дело. То, что у нас есть химбригады — это недоразумение. Нужно бригады расформировать и создать несколько батальонов с БХМ. Необходимо передать в комиссию.

В пользу наличия химтанков выступал заместитель Наркома обороны СССР по боевой подготовке командарм 1-го ранга К. А. Мерецков:

В бачках нельзя возить ОВ [отравляющие вещества], так как истребитель все разольёт. Вся особенность, что танк имеет резервуар внутри. Если они не будут в броне, то ОВ и жидкость огнём всё на поле боя будет гореть. Огнемёты показали себя хорошо. Эти танки нужны. Нужно подумать, как водить. 

Начальник Управления военно-технического снабжения РККА дивинженер И. А. Лебедев предлагал прекратить дальнейшие работы в направлении разработки и совершенствования химтанков, вместо этого сосредоточиться на упомянутых химприцепах. Начальник АБТУ РККА комкор Д. Г. Павлов также выступал против химтанков в любом виде (как собственно химических, так и огнемётных), предлагая сосредоточить усилия на разработке танковых огнемётов съёмного типа, подходящих к установке на любых танках, а не на одной специальной модели:

Уже есть у нас химические прицепы. <…> Я настаиваю сделать съёмный огнемётный прибор, а не иметь специальных химтанков. Купеческой роскошью иметь такие химтанки. На Т-28 мы имеем съёмный прибор. АБТУ берёт на себя эту задачу.

В результате имевшей место полемики в высшем военно-политическом руководстве, от дальнейшей работы по созданию химических танков было решено отказаться. По итогам пленарного заседания комиссии Главного военного совета РККА от 26 апреля 1940 г. уже существующий парк телетанков и химтанков решением присутствовавших на заседании военных чинов был передан в ведение АБТУ.

## Опытные образцы
Опытно-конструкторским и испытательным бюро Управления механизации и моторизации РККА под руководством Н. И. Дыренкова в 1931 году был изготовлен в одном экземпляре химический танк (танк химического нападения) Д-15, до испытаний которого дело не дошло.